# Солоневський Ростислав Тимофійович
Солоне́вський Ростисла́в Тимофі́йович (25 квітня 1930, с. Вовковиї Теслугівської гміни Дубнівського повіту Волинського воєводства, нині - Дубенський район Рівненської області — † 5 вересня 2016, смт Клевань Рівненської області) — український письменник.

## Біографія
Із сім'ї хліборобів. Його навчання в школі було перерване війною, і він став учнем стельмаха. Після закінчення семирічки в 1947 р. вступив у Дубенське педучилище, з якого в 1950 р. за відмову поступити в комсомол був виключений. Достроково став учителем Хотинської школи Радивилівського району, звідки весною 1951 р. був призваний в армію. У 1954 р. був поновлений учнем Дубенського педучилища, яке закінчив з відзнакою.
З 1957 р. працював директором Клеванського районного будинку школярів та юнацтва, вчителем СШ № 2 селища, одночасно навчався в Рівненському педінституті.
За фахом — вчитель математики і креслення. Педагогічній роботі віддав сорок років. Відмінник народної освіти України. Проживав у селищі Клевань Рівненського району. Опублікував чимало статей в ім'я відновлення історичної правди про діяльність УПА, заради збереження доброї пам'яті про її полеглих героїв.
Член Національної спілки письменників України.
Лауреат літературних премій ім. Валер'яна Поліщука (1991) і Г.Чубая, Л. Куліша-Зіньківа.
Наприкінці серпня 2016 року пережив мікроінсульт. Помер 5 вересня 2016 року вдома, так і не прийшовши до тями.
Похований в смт Клевань

## Творчість
Автор 27 поетичних збірок гумору та сатири, серед них:
- «Хто є хто» (1991),
- «Мусить кричати» (1991),
- «Весела всячина» (1992),
- «Бувальщина навиворіт» (1992),
- «Зуб на зуб» (1994);
- «Відгадаєш ти чи ні?» (1991),
- «Я за голкою біжу» (1993),
- «Експонати» (1995),
- «Шаради» (1997),
- «Кажуть люди, кажуть» (1998),
- «Всяк по-своєму міркує» (2000),
- «Солоненькі витребеньки» (2002),
- «Хитрий внук» (2003),
- «Бійтесь Бога, приймаки!» (2003),
- «Вибрані твори» (2004),
- «Бійку горобці вчинили» (2004),
- «Ой, хто п'є..» (2004),
- «Жартома всерйоз» (2005),
- «Оженили журавля» (2006),
- «Сміховінегрет» (2006),
- «Ну й ну» (2007),
- «Рядочки-заморочки» (2007),
- «Фарбували гномики гриба» (2007),
- «Знай наших» (2007),
- «Твори» (2008),
- «Зметикуй і розкумекай» (2010),
- «Лицедії і події» (2013).